# Jens Juel
Pour les articles homonymes, voir Jens Juel (homonymie) et Jørgensen.
Jens Jørgensen Juel, né à Balslev (île de Fionie) le 12 mai 1745 et mort à Copenhague le 27 décembre 1802, est un peintre danois, considéré comme l'un des plus grands portraitistes du Danemark — on a de lui environ mille portraits — connu également pour ses paysages.

## Biographie
Il étudie les beaux-arts à Hambourg, alors sous suzeraineté danoise, auprès du peintre allemand Johann Michael Gehrmann. De retour au Danemark en 1765, il étudie à l'Académie royale des beaux-arts de Copenhague, où il est l'élève de Carl Gustaf Pilo. En 1772, il part pour Rome, où il fréquente Nicolai Abraham Abildgaard ainsi que d'autres artistes danois. Il se rend ensuite à Paris, puis à Genève, où il se lie avec le naturaliste et philosophe suisse Charles Bonnet et le graveur danois Johan-Frederik Clemens. Il retourne alors à Hambourg, où il fait la connaissance du poète Klopstock, puis s'installe en 1780 à Copenhague, où il devient le portraitiste de la royauté et de la noblesse. En 1782, il est élu membre de l'Académie royale des beaux-arts, dont il est nommé directeur en 1795.
Jens Juel a eu notamment pour élèves les peintres romantiques allemands Caspar David Friedrich et Philipp Otto Runge.
Son art du paysage en fait l'un des précurseurs de l'« âge d'or de la peinture danoise ».

## Galerie

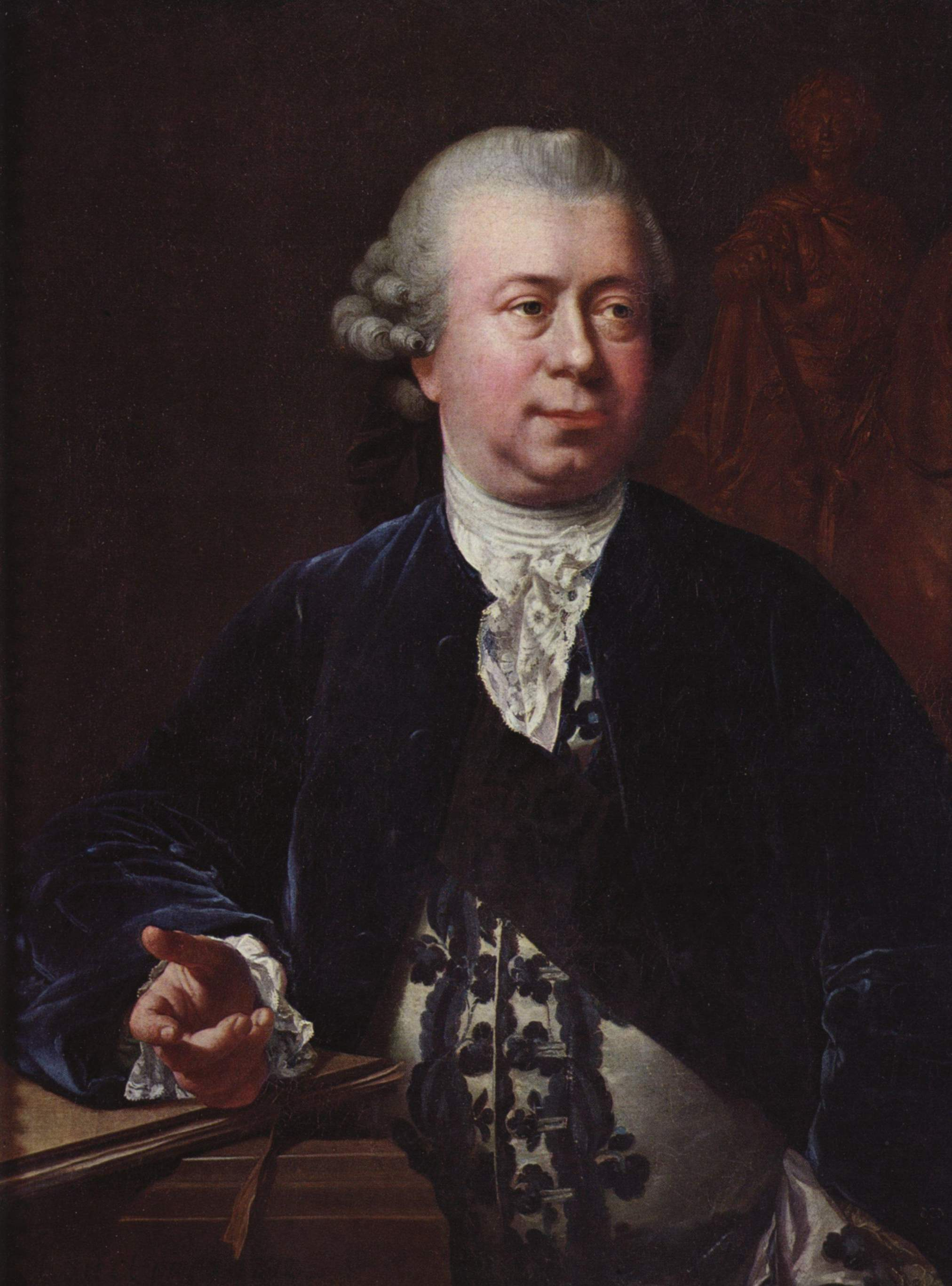
Jacques-François-Joseph Saly (1772)
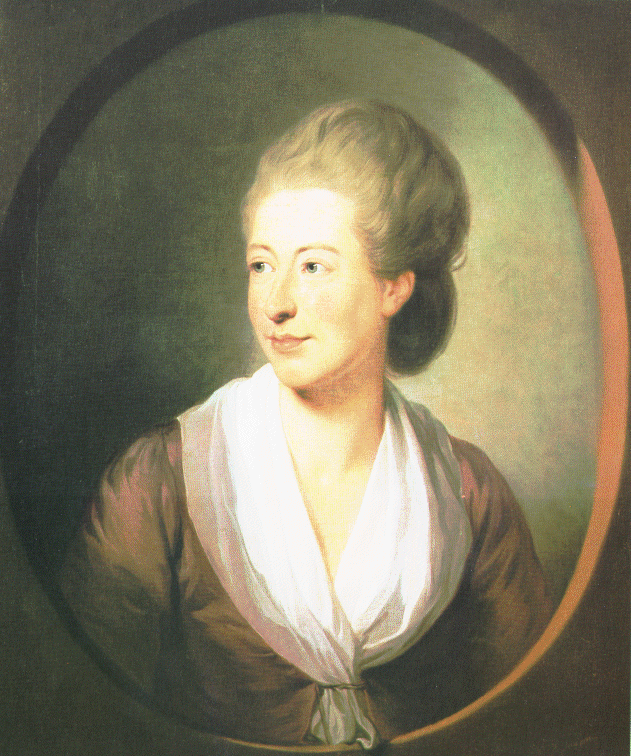
Isabelle de Charrière (1777)
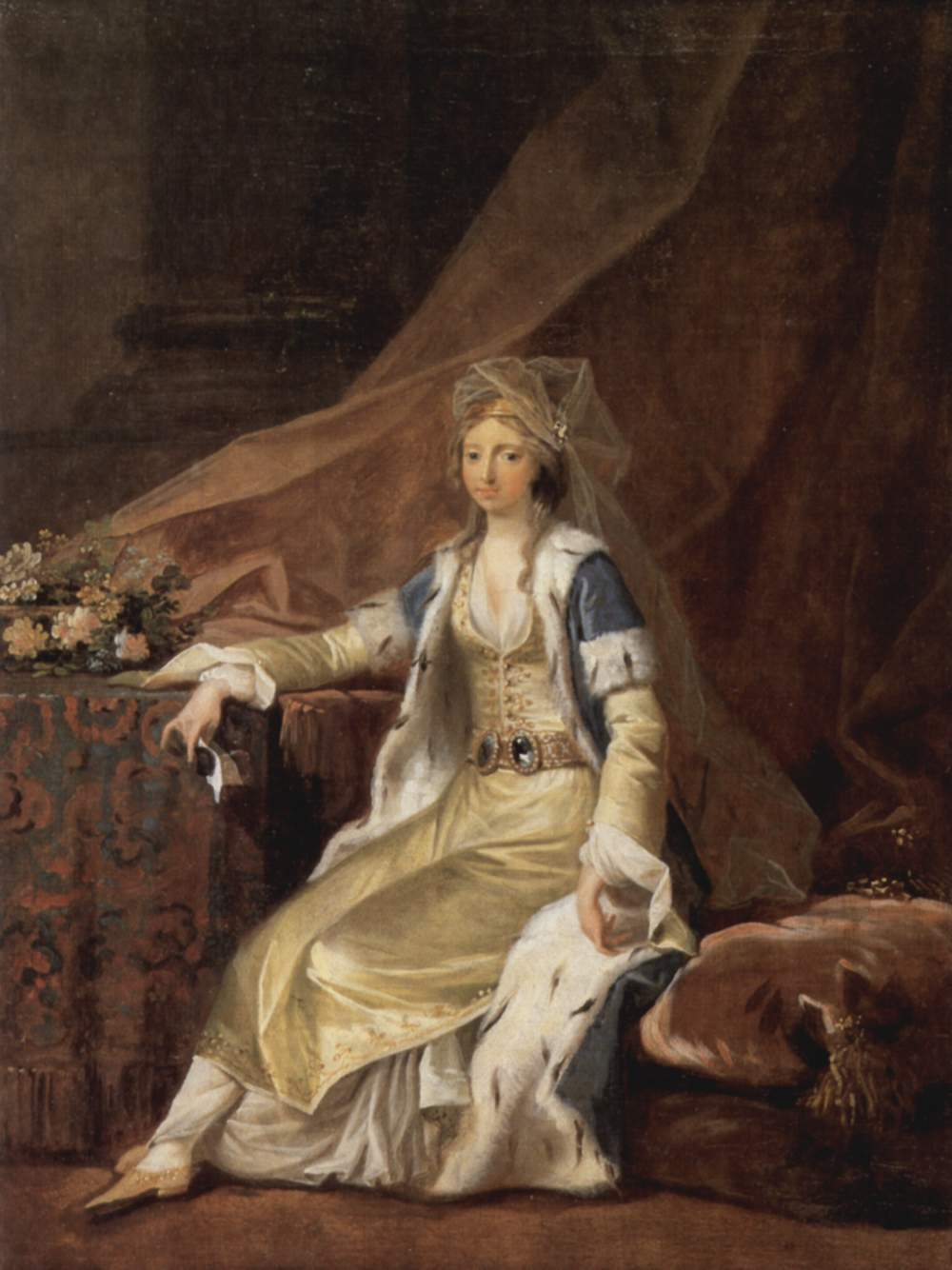
La Princesse Marie-Louise de Schleswig-Holstein en costume turc. (v. 1780-90)
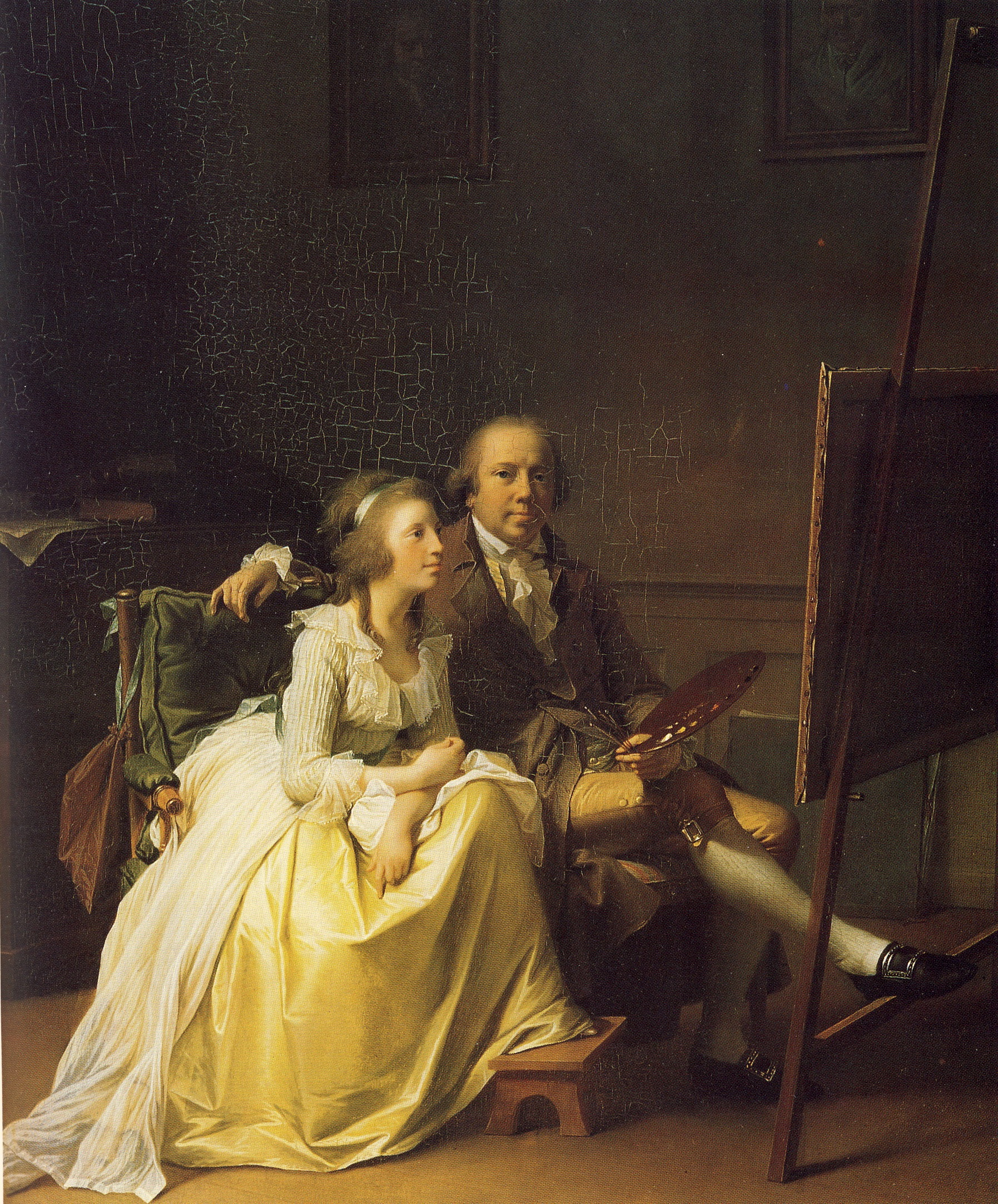
Autoportrait (1791) Jens Juel en compagnie de sa femme Rosine.
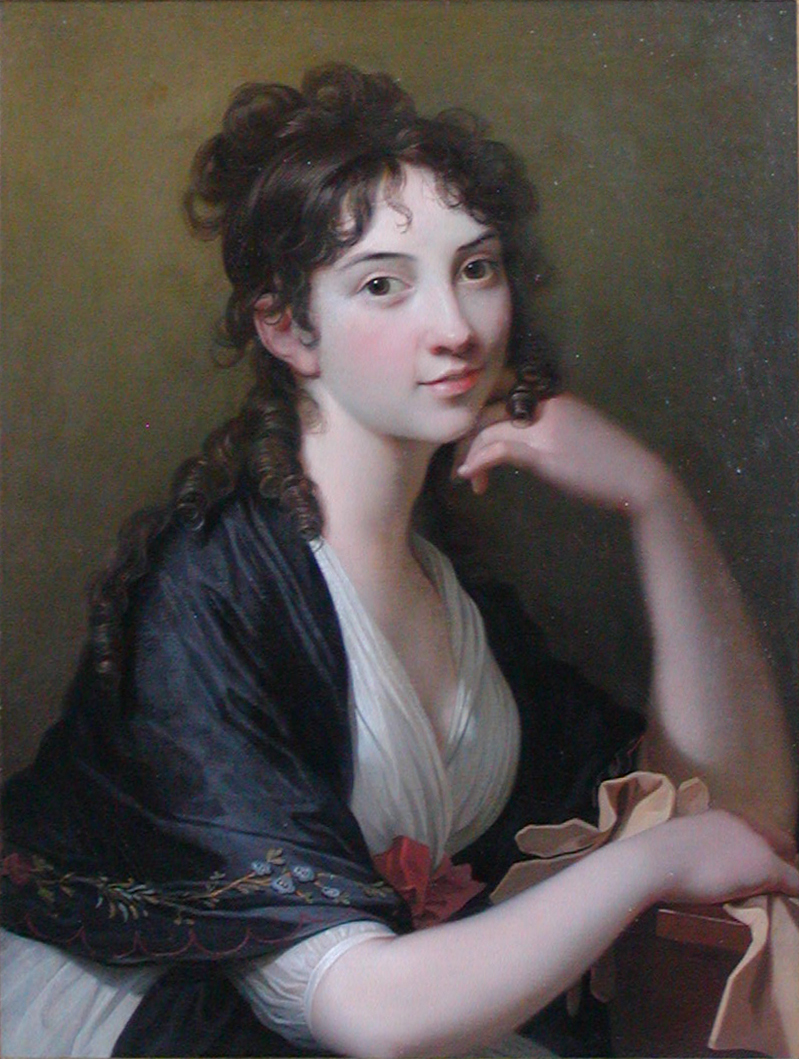
Portrait de Thomasine Gyllembourg, 1790, musée national d'histoire du château de Frederiksborg
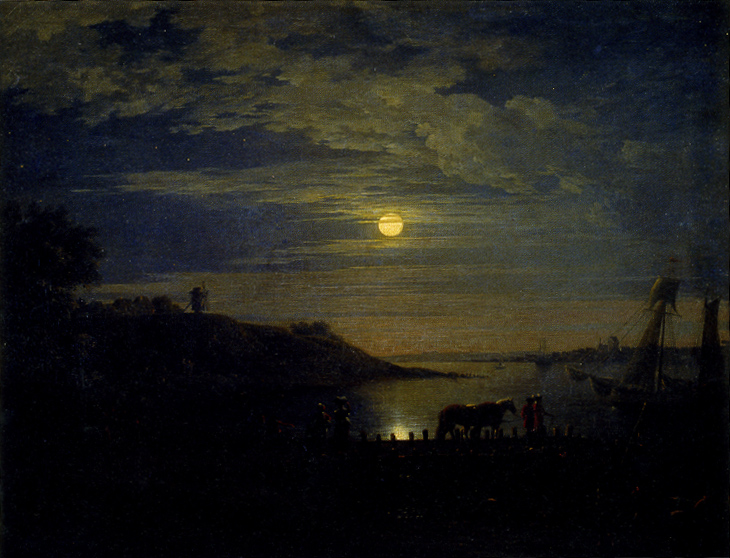
Au clair de lune